# Дучинці
Дучи́нці — село в Україні, в Миргородському районі Полтавської області. Населення становить 156 осіб. Входить до складу Великобудищанської сільської громади.
Після ліквідації Гадяцького району у липні 2020 року увійшло до Миргородського району.

## Географія
Село Дучинці розташоване на правому березі річки Псел, вище за течією на відстані 2.5 км розташоване село Плішивець, нижче за течією на відстані 1.5 км розташоване село Книшівка.
До села примикають невеликі дубові масиви.
У селі діє каплиця на честь Архістратига Михаїла, збудована 2013 року.

## Історія
- 1715 — дата заснування.
- За даними на 1859 рік у власницькому та козачому селі Гадяцького повіту Полтавської губернії, мешкало 300 осіб (143 чоловічої статі та 157 — жіночої), налічувалось 39 дворових господарств, існувала православна церква[2].
- Село постраждало внаслідок Голодоморів в Україні 1923-1933 та 1946-1947 років.
- До 2019 року орган місцевого самоврядування — Книшівська сільська рада.